# Медаль «За освобождение Кубани»
Медаль «За освобождение Кубани» — награда, учреждённая 8 декабря 1918 года для награждения участников боёв на Кубани.

## История
Весной 1918 года на Кубани была создана Северо-Кавказская советская республика. Но уже в июне республика пала под натиском белых. Сказывалось настроение местного населения, выражавшееся в многочисленных казачьих восстаниях. После занятия ими всего Ставрополья образовалась Чрезвычайная Рада Кубанского края. Она и учредила медаль «За освобождение Кубани».
Казавшееся прочным положение Добровольческой армии не заставляло спешить с изготовлением наград. Однако, вскоре положение резко изменилось. Награждённым успели раздать только грамоты, свидетельствующие о награде. Только позже, в Париже, была изготовлена ограниченная партия наград.

## Описание
Было учреждено 2 степени медали.
Медаль первой степени представляла собой награду из бронзы с гербом Кубанского Казачьего Войска на аверсе и с надписью „За освобождение Кубани 1918“ и указанием степени на реверсе. Медаль 1-й степени носилась на соединённых Георгиевской и Кубанской национальной лентах. А медаль 2-й степени — на соединённых Владимирской и Кубанской национальной лентах. В этом и было отличие медали перовой степени от медали второй степени.